# Castoponera
Castoponera es un género de arañas araneomorfas de la familia Corinnidae. Se encuentra en el sudeste de Asia.

## Lista de especies
Según The World Spider Catalog 12.0:
- Castoponera ciliata (Deeleman-Reinhold, 1993)
- Castoponera lecythus Deeleman-Reinhold, 2001
- Castoponera scotopoda (Deeleman-Reinhold, 1993)